# Sax Rohmer
Sax Rohmer, pseudonimul lui Arthur Henry Sarsfield Ward, (n. 15 februarie 1883, Birmingham, Anglia, Marea Britanie – d. 1 iunie 1959, White Plains, New York, SUA) a fost prolific scriitor englez.El este foarte cunoscut pentru seria sa de romane în care apare maestrul criminal Dr. Fu Manchu.

## Scrieri
- Pause!, [publicată anonim] 1910
- Little Tich, [autobiography of the Music Hall entertainer ghost-written by Ward) 1911
- The Mystery of Dr. Fu-Manchu, [titlul american: The Insidious Dr. Fu-Manchu] 1913
- The Sins of Severac Bablon, 1914
- The Romance of Sorcery, 1914
- The Yellow Claw, 1915
- The Devil Doctor, [titlul american: The Return of Dr. Fu-Manchu] 1916
- The Exploits of Captain O'Hagan, 1916
- The Si-Fan Mysteries, [titlul american: The Hand of Fu Manchu] 1917
- Brood of the Witch Queen, 1918
- Tales of Secret Egypt, 1918
- The Orchard of Tears, 1918
- The Quest of the Sacred Slipper, 1919
- Dope, 1919
- The Golden Scorpion, 1919
- The Dream Detective, 1920
- The Green Eyes of Bast, 1920
- The Haunting of Low Fennel, 1920
- Bat-Wing, 1921
- Fire Tongue, 1921
- Tales of Chinatown, 1922
- Grey Face, 1924
- Yellow Shadows, 1925
- Moon of Madness, 1927
- She Who Sleeps, 1928
- The Emperor of America, 1929
- The Day the World Ended, 1930
- The Daughter of Fu Manchu, 1931
- Yu'an Hee See Laughs, 1932
- The Mask of Fu Manchu, 1932
- Tales of East and West, 1932
- The Bride of Fu Manchu, [titlul american original: Fu Manchu's Bride] 1933
- The Trail of Fu Manchu, 1934
- The Bat Flies Low, 1935
- President Fu Manchu, 1936
- White Velvet, 1936
- Salute to Bazarada,  1939
- The Drums of Fu Manchu, 1939
- The Island of Fu Manchu, 1941
- Seven Sins, 1943
- Egyptian Nights, [titlul american: Bimbashi-Baruk of Egypt] 1944
- The Shadow of Fu Manchu, 1948
- Hangover House, 1949
- The Sins of Sumuru, [titlul american: Nude in Mink] 1950
- Wulfheim, [publicată inițial sub numele Michael Furey, tipărită ulterior sub numele lui Sax Rohmer] 1950
- The Slaves of Sumuru, [titlul american: Sumuru] 1951
- Virgin in Flames, [titlul american: The Fire Goddess] 1952
- Sand and Satin, [titlul american: Return of Sumuru] 1954
- The Moon is Red, 1954
- Sinister Madonna, 1956
- Re-enter: Fu Manchu, 1957 [titlul britanic: Re-Enter: Dr. Fu Manchu]
- Emperor Fu Manchu, 1959
- The Secret of Holm Peel,  [antologie postumă] 1970
- The Wrath of Fu Manchu, [antologie postumă] 1973

## Traduceri în limba română
- Masca doctorului Fu Manchu (Ed. Gecom, Colecția Best sellers, Craiova, 1993), traducere de V.V. Delatimiș, 224 p.